# Ca la Rosaura
Ca la Rosaura és un edifici de Sant Feliu de Pallerols (Garrotxa) inclòs a l'Inventari del Patrimoni Arquitectònic de Catalunya.

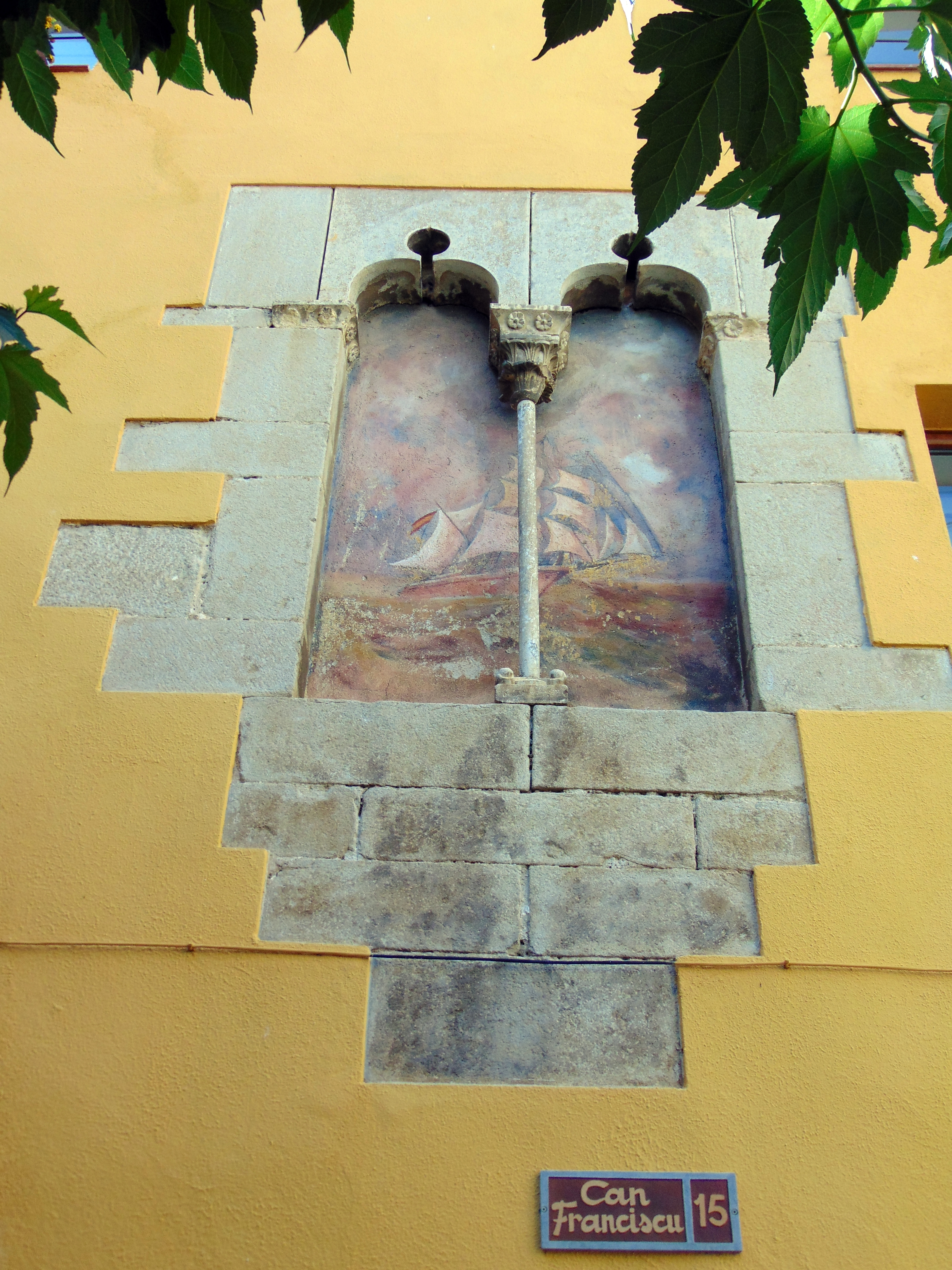

## Descripció
Cal destacar el finestral de l'abundant pedra treballada, sobre tot a la base.
És un bonic exemplar gòtic finament treballat amb un estreta columna que dona aparença de fragilitat i on hi ha un fi treball tant al capitell com a la base, formant dos arcs trencats.
La façana actual està molt restaurada i té altres elements de diferents estils que no guarden cap relació amb la finestra gòtica.
S'ha aprofitat la tàpia per pintar-hi un motiu marí, cosa que desmereix el seu origen.